# Stade de la Vallée du Cher
O estádio de La Vallée du Cher é um estádio de futebol localizado em Tours na França.